# William Hartston
William Roland Hartston (né à Londres, le 12 août 1947) est un joueur d'échecs anglais actif de 1962 à 1987, dont le meilleur classement Elo fut 2 485 en janvier 1978. Il finit troisième à Hastings en 1972-1973, et fut champion britannique en 1973 et 1975. Il décrocha le titre de Maître international en 1972 et remporta le tournoi d'échecs de Sarajevo (tournoi Bosna) en 1976, mais il est plus connu comme auteur de livres d'échecs et présentateur de télévision.

## Publications sur les échecs
- Karpov-Korchnoi, 1974 (avec Raymond Keene), Tony Earl Books,  (ISBN 0-192-1753-00), 1977
- The Battle of Baguio City: Karpov-Korchnoi 1978, 1978
- London 1980: Phillips and Drew Kings Chess Tournament (avec Stewart Reuben (en)),  (ISBN 4-87187-859-7), 1980
- The Kings of Chess, 1985
- How to Cheat at Chess : Everything You Always Wanted to Know About Chess, but Were Afraid to Ask (avec Bill Tidy), 1994
- Soft Pawn : The Uncensored Sequel to How to Cheat at Chess(avec Bill Tidy), 1995
- The Guinness Book of Chess Grandmasters, 1996

## Un exemple de partie
Cet article utilise la notation algébrique pour décrire des coups du jeu d'échecs.
Simon Webb-William Hartston, Championnat britannique de 1974
1. Cf3 Cf6 2. d4 c5 3. c4 cxd4 4. Cxd4 b6 5. Cc3 Fb7 6.f3 d6 7. e4 e6 8. Fe2 Fe7 9. O-O O-O 10. Fe3 Cbd7 11. Dd2 a6 12. Tfd1 Dc7 13. Tac1 Tac8 14. Ff1 Db8 15. Df2 Tfe8 16. Rh1 Ff8 17. Cc2 Ce5 18. Fxb6 Cxc4 19. Fxc4 Txc4 20. Ce3 Tc6 21. Fa5 d5! 22. exd5 exd5 23. Cf5 d4! 24. Cxd4 Tc5 25. Fb6 Th5 26. h3 Cg4!! 27. fxg4 Txh3+ 28. Rg1 Dh2+ 29. Rf1 Tg3 30. Tc2 Txg4! 31. Dg1 Dh6 32. Cf5?! (32. Fa7) Df6 33. Tf2 Dxb6 34. Dh2 a5! 35. Dh3 Tg6 36. Cd5? Db5+ 37. Rg1 Fxd5 0-1.